# Letní olympijské hry 1920
VII. letní olympijské hry se konaly v Antverpách 14. srpna – 12. září v roce 1920, necelých osmnáct měsíců po 1. světové válce, především na stadiónu v Antverpách. Samotný zahajovací ceremoniál však proběhl na zimním stadionu Palais de Glace. Historicky je tato událost přezdívána jako „Zimní úvod v dubnu“. Antverpy zorganizovaly hry vcelku dobře, dalo by se říci i výborně, jestliže se bere v potaz, že o přidělení olympijských her tomuto městu bylo rozhodnuto až v roce 1919.
Program her vycházel z rozhodnutí olympijského kongresu konaného v roce 1914. Podle rozhodnutí měly být v programu jen ty sporty, které mezinárodně uznával Mezinárodní olympijský výbor. I když tento předpis se důsledně nedodržel, znamenal výrazný pokrok. V Antverpách se ještě udrželo přetahování lanem, pólo na koních a ragby union.
Významné bylo zařazení ledního hokeje, lukostřelby a znovuzařazení pozemního hokeje. Velice významné bylo rozhodnutí o definitivním rozdělení zápasení na styl řeckořímský a volný styl - toto rozdělení se zachovalo dodnes a udělalo ze zápasu řeckořímského jednu z nejstabilnějších olympijských disciplín.
Letních olympijských her v Antverpách se účastnilo 2692 sportovců, což bylo o 150 sportovců více než před osmi lety. Vzhledem k nedávno skončené válce to bylo překvapující množství. Poprvé v historii na hrách startovali reprezentanti Argentiny a Brazílie i nově vzniklých zemí v Evropě. Z Afriky se opět přihlásil Egypt a Jihoafrická republika. Austrálie a Nový Zéland už startovali odděleně, Irsko nastupovalo pod vlajkou Velké Británie. Domácí výprava – Belgie – poslala na hry 324 sportovců a poprvé v historii neměla domácí výprava na Olympijských hrách převahu, jejich podíl byl jen 12,7 %. Počet sportovkyň byl 64, což znamenalo, že se tento počet zvýšil o sedm. Soutěžily ale jenom v plavání, tenise a v krasobruslení a ještě měly teoretickou možnost zapojit se do uměleckých soutěží. Soutěžilo se ve 22 sportech, které obsahovaly 159 disciplín, 29 z nich atletických, ženy v lehké atletice ještě nestartovaly. Zrodilo se 5 světových rekordů. Finové získali stejný počet zlatých medailí jako USA – devět.

## Olympijský stadion
Jakkoliv byly architektonické rozdíly patrné, nedalo se nezpozorovat, že olympijský stadion v Antverpách byl kopií Stockholmského stadionu na Letních olympijských hrách v roce 1912. Nicméně vyhovoval požadavkům, stále více na tu dobu, modernějšímu sportu. Fotbalová plocha měla rozměry 100 m x 65 m, obvod běžecké dráhy byl optimálních 400 m. Tyto parametry se prakticky využívají při výstavbě stadiónů dodnes, jen s tím rozdílem, že plocha fotbalového hřiště je o něco větší, což mění rádius zákrut běžecké dráhy. Stadion chránily před větrem nejen tribuny, ale i domy postavené okolo. Hry VII. olympiády před zraky 40 000 diváky a nastoupenými výpravami slavnostně otevřel král Albert I. Belgický. Po jeho projevu zahřměly salvy z děl a k obloze vylétlo 1 000 bílých holubic. Zavládla mírová atmosféra.

## Zahajovací ceremoniál
Zahajovací ceremoniál začal 20. srpna 1920. Hlavní novinkou bylo vztyčení sněhobílé olympijské zástavy s pěti kruhy. Tyto vlajky vlály i ve městě. Několik účastníků, kteří si tyto vlajky přivlastnili zatkli zastupitelské úřady, které měly vlajky na starosti. Druhou novinkou bylo zavedení olympijské přísahy vyplývající především z případu Jima Thorpa. V Antverpách ji přednesl populární belgický šermíř Victor Boin. O slavnostní zahájení se postaral i skladatel Pierr Benoist.

## Turnaj v ledním hokeji
Mělo zde reprízu krasobruslení, disciplína která se na olympijských hrách představila už v roce 1908. Po čtyřech dnech ji vystřídal lední hokej, tehdy častěji nazývaný jako kanadský hokej. Kanadu reprezentovalo družstvo Winnipeg Falcons, vítěz Allanova poháru. Toto mužstvo deklasovalo československé hokejisty hned v úvodním střetnutí 0:15. Hlavní roli údajně sehrála jejich lepší kvalita hokejové výstroje. Turnaj se hrál za účasti šesti mužstev podle tzv. Bergvallova systému. V druhém kole českoslovenští hokejisté prohráli s USA 0:16. V posledním zápase rozhodl o vítězství československého mužstva nad Švédskem v 3. minutě gólem Josef Šroubek. Tento jediný gól československého mužstva na celém turnaji znamenal ohromně cenný olympijský úspěch, vzhledem k tomu, že se na československém území začal lední hokej hrát až v roce 1909. Hokejisté Československa získali pro svou výpravu bronzovou medaili.

## Fotbalový turnaj
Československé mužstvo začalo velice slibně. V prvním kole porazila výprava fotbalistů Jugoslávii 7:0. Druhý den nastoupili proti Norsku, které v prvním kole porazilo Anglii a zvítězili 4:0, čímž postoupili do semifinále soutěže. Do semifinále byla československá výprava vylosována proti Francii a zvítězila 4:1. V druhém semifinálovém zápase Belgie vyhrála nad Nizozemskem 3:0 a stala se tak soupeřem Československé republiky ve finále, které se hrálo v Antverpách. Zápas pískal anglický rozhodčí Lewis, který se už roku 1908 smutně proslavil jako rozhodčí zápasu ČSR – Anglie a pro jeho zaujatost ho pražské obecenstvo vypískalo. Tentokrát uznal Belgii dva neregulérní góly, neoprávněně vyloučil v 40. minutě čs. hráče Steinera, takže československá výprava předčasně ve stejném čase odešla z hřiště za stavu 0:2. Toto počínání se dalo jistě pochopit, nebylo však omluvitelné. Důsledkem totiž bylo nezachování cti československé výpravy a její diskvalifikace. Belgii potom vyhlásili za vítěze, Španělsko, které porazilo Nizozemsko 3:1 obsadilo druhé místo a Nizozemci třetí příčku. Na nešťastném závěru fotbalového turnaje mělo vinu i fanatické obecenstvo, které zneuctilo vlajku Československé republiky. Předseda vlády a ministr zahraničních věcí se ve jménu belgické vlády omluvil československému zastupitelskému úřadu v Belgii. Toto mezinárodní fiasko neblaze zapůsobilo i na fotbal v ČSR a trvalo několik let, než se podařilo sjednat morální nápravy.

## Velký počet stížností
Letní olympijské hry 1920 v Antverpách neblaze poznamenaly velké počty stížností. Vznikala nespokojenost s verdikty rozhodčích, údajně se otevřeně hovořilo o tom, že si „vyrovnávají účty z minulých olympijských her“. Za projev neseriózního postupu se všeobecně považuje zejména rozhodování Angličana Lewise ve finále fotbalového turnaje. Na rozhodování byly stížnosti i v cyklistice, zápasení a boxu. V těchto disciplínách často docházelo k vyloučením a diskvalifikacím účinkujících.

## Celkové hodnocení
V celkovém hodnocení, byť nejlépe skončily USA, největší obdiv patřil Finům. Jejich 57 sportovců získalo 27 medailí (z nich 15 zlatých). Na dva připadala skoro jedna celá medaile. Belgičani vcelku dodrželi tradici spjatou s pořadatelskou zemí se 40 medailemi (z nich 15 zlatých) obsadili celkově 4. místo. Mezinárodní olympijský výbor ale zrušil bodovou klasifikaci zemí, které byla ve Stockholmu 1912 oficiální.
Hodnocení VII. Olympijských her se potýkalo s obrovskou kritikou, ať už šlo o úroveň nebo organizaci. Tato kritika především vycházela z úst novinářů nezúčastněných zemí. Často zapomněli zmínit, že se tyto olympijské hry konaly v krátké době po 1. světové válce, a že Antverpám byl přidělen pořadatelský status jen rok před jejich zahájením.

## Kandidátská města
O pořádání 7. olympijských her se ucházela ještě města Amsterdam (Nizozemí) a Lyon (Francie), obě však ještě před volbou svou kandidaturu stáhla.

## Počet medailí podle údajů mezinárodního olympijského výboru
| Pořadí | Země                         | Zlato | Stříbro | Bronz | Celkem |
| 1      | Spojené státy americké (USA) | 41    | 27      | 27    | 95     |
| 2      | Švédsko (SWE)                | 19    | 20      | 25    | 64     |
| 3      | Velká Británie (GBR)         | 15    | 15      | 13    | 43     |
| 4      | Finsko (FIN)                 | 15    | 10      | 9     | 34     |
| 5      | Belgie (BEL)                 | 14    | 11      | 11    | 36     |
| 6      | Norsko (NOR)                 | 13    | 9       | 9     | 31     |
| 7      | Itálie (ITA)                 | 13    | 5       | 5     | 23     |
| 8      | Francie (FRA)                | 9     | 19      | 13    | 41     |
| 9      | Nizozemsko (NED)             | 4     | 2       | 5     | 11     |
| 10     | Dánsko (DEN)                 | 3     | 9       | 1     | 13     |
| 11     | Jihoafrická unie (RSA)       | 3     | 4       | 3     | 10     |
| 12     | Kanada (CAN)                 | 3     | 3       | 3     | 9      |
| 13     | Švýcarsko (SUI)              | 2     | 2       | 7     | 11     |
| 14     | Estonsko (EST)               | 1     | 2       | 0     | 3      |
| 15     | Brazílie (BRA)               | 1     | 1       | 1     | 3      |
| 16     | Austrálie (AUS)              | 0     | 2       | 1     | 3      |
| 17     | Japonsko (JPN)               | 0     | 2       | 0     | 2      |
| 17     | Španělsko (ESP)              | 0     | 2       | 0     | 2      |
| 19     | Řecko (GRE)                  | 0     | 1       | 0     | 1      |
| 19     | Lucembursko (LUX)            | 0     | 1       | 0     | 1      |
| 21     | Československo (TCH)         | 0     | 0       | 2     | 2      |
| 22     | Nový Zéland (NZL)            | 0     | 0       | 1     | 1      |
| Celkem | Celkem                       | 156   | 147     | 136   | 439    |